# Lucio Bernardini
Lucio Bernardini (Città di Castello, 21 settembre 1960) è un allenatore di calcio ed ex calciatore italiano, di ruolo centrocampista.
Ha militato in Serie A con le maglie di Perugia e Ascoli.

## Carriera

### Giocatore
Cresciuto nelle giovanili della squadra della sua città, il Città di Castello, con cui disputa un campionato di Serie D, nel 1978 viene prelevato dall'Avellino, col quale tuttavia non esordisce in prima squadra, restando nel settore giovanile. Torna quindi a Città di Castello e nell'estate 1980 passa al Perugia. Con gli umbri esordisce in Serie A, venendo schierato in 10 occasioni nella stagione Serie A 1980-1981, che vede i grifoni, penalizzati in classifica a causa del calcioscommesse, retrocedere in Serie B con ampio anticipo. Resta al Perugia, da titolare fisso, anche nella stagione successiva, ma a fine annata non viene confermato, per cui scende nuovamente di categoria, passando alla SPAL appena retrocessa in Serie C1 uscendo quindi temporaneamente dal calcio ad alto livello.
Dopo alcuni anni in Serie C1 in diverse formazioni (SPAL, Rondinella, Jesi), si riaffaccia in B nella stagione 1985-1986 col Cagliari. Coi sardi Bernardini resta cinque stagioni vivendo da protagonista sia il periodo della retrocessione in Serie C1, sia quello della doppia promozione dalla Serie C alla Serie A in due stagioni con Claudio Ranieri in panchina, non venendo però confermato in rosa dopo la conquista della massima serie.
Nell'estate 1990 passa quindi all'Ascoli, col quale centra da titolare (34 presenze) la seconda promozione in Serie A consecutiva. Ormai ultratrentenne resta nelle Marche anche nella successiva stagione in serie A, ma ricoprendo essenzialmente il ruolo di rincalzo (11 presenze) nella formazione che chiude il campionato all'ultimo posto. Termina la carriera agonistica in Serie C1 col Baracca Lugo.
In carriera ha totalizzato complessivamente 21 presenze in Serie A e 173 presenze e 15 reti in Serie B.

### Allenatore
Dopo due prime esperienze sulla panchina della squadra dove è calcisticamente cresciuto, il Città di Castello, nel 2000 passa al Trestina neo-promosso in Promozione umbra. Nel 2003 allena la formazione berretti del Gubbio e in seguito i giovanissimi del Sansepolcro.
Nel 2006 è alla guida dei giovanissimi nazionali dell'Arezzo per poi tornare la stagione successiva al Sansepolcro. In seguito allena la promettente squadra dei giovanissimi regionali (1995) del Group Città di Castello, che offre costantemente giocatori alla rappresentativa regionale umbra. Nell'ottobre 2010 diventa direttore sportivo del club.
Conclusa l'esperienza con il Group Città di Castello torna ad allenare il Trestina, guidando stavolta gli allievi regionali.

## Palmarès

### Club

#### Competizioni nazionali
- Campionato italiano Serie C: 1

Cagliari: 1988-1989
- Coppa Italia Serie C: 1

Cagliari: 1988-1989